# Оулі-Гіллз

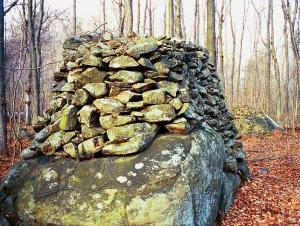
Оулі-Гіллз

Кам'яні споруди Оулі-Гіллз, англ. Oley Hills stone work site знаходяться в окрузі Беркс, штат Пенсільванія, і являють собою комплекс споруд незрозумілого призначення, викладених методом сухої кладки — стін і пагорбів-каїрнів, а також валунів незвичайної форми.

## Опис
Деякі каїрни за формою нагадують фігури тварин і людей, але чи входило їх зображення в наміри будівельників чи такі асоціації — лише плід уяви сучасних інтерпретаторів, судити з упевненістю не можна. Серед особливих можна відзначити, наприклад, великий розколотий валун, в який клином впроваджено інший валун.
Дата спорудження пам'ятника також невідома. Комплекс досить великий: одна лише центральна група споруд займає площу в 46 акрів. Норман Мюллер з Музею мистецтв Принстонського університету в своїй статті представив аргументи на користь того, що дані споруди не були результатом розчищення полів місцевими фермерами, а були споруджені індіанцями.
Мабуть, подібні споруди не були унікальними для місцевої доколумбової культури. Кам'яні споруди Блафф-Пойнт у штаті Нью-Йорк, майже втрачені до цього часу, могли виконувати функцію, подібну функції споруд у Оулі-Гілз.

## Галерея зображень
Див. англійську версію даної статті.

## Інші американські мегаліти
- Американський Стоунхендж
- Гунгіуомп
- Кам'яні споруди Блафф-Пойнт